# ماركتل
سُوق مَاركِتل (بالأَلمانِيَّة: Markt Marktl) هُو سُوق أَلمانِيَّ في مِنطَقَة آلتوتينغ التَّابِعة لمُحافظة باڤارِيا العُليَا في وِلاَية باڤارِيا في جُمهُوريَّة أَلمَانيَا الاِتّحاديّة بمِساحة تُقَدَّر بحَوالَي 27 كم².

## توأمة
لماركتل اتفاقيات توأمة مع كل من:
- Wadowice [الإنجليزية]‏
- Gönnheim [الإنجليزية]‏
- سان جوفاني روتوندو
- سوتو إل مونتي جيوفاني الثالث والعشرون

## أعلام
- بندكت السادس عشر

## وُصلات خارجيّة
- الصّفحة الرّسميّة لِسُوق مَاركِتل نسخة محفوظة 14 أكتوبر 2023 على موقع واي باك مشين. (باللُّغَةُ الألمانِيّة، والإِنجِلِيزِيّة، والإِيطالِيَّة، والبُولندِيَّة).

## مَراجع
1. ↑  "Alle politisch selbständigen Gemeinden mit ausgewählten Merkmalen am 31.12.2018 (4. Quartal)" (بالألمانية). Statistisches Bundesamt. Archived from the original on 2019-03-10. Retrieved 2019-03-10.
2. ↑   https://it-ch.topographic-map.com/map-4xmktp/Marktl/?zoom=19&center=48.25372%2C12.84209&popup=48.25384%2C12.8421. {{استشهاد ويب}}: |url= بحاجة لعنوان (مساعدة) والوسيط |title= غير موجود أو فارغ (من ويكي بيانات) (مساعدة)
3. ↑  Alle politisch selbständigen Gemeinden mit ausgewählten Merkmalen am 31.12.2023 (بالألمانية), Statistisches Bundesamt, 28. Oktober 2024, QID:Q131220759, Archived from the original on 17 November 2024 {{استشهاد}}: تحقق من التاريخ في: |publication-date= (help)
4. 1 2  "Timezone and DST in Germany" (بالإنجليزية). Retrieved 2025-05-05.
5. ↑  GeoNames (بالإنجليزية), 2005, QID:Q830106